# 阿塞魯塔山
15°18′52″S 72°13′8″W / 15.31444°S 72.21889°W
阿塞魯塔山（Aceruta），是秘魯的山峰，位於該國南部阿雷基帕大區的卡斯蒂利亞省，處於瓦尼亞卡瓜山東北面，屬於安第斯山脈的一部分，海拔高度約5,400米。